# Francesco De Lorenzo
Francesco De Lorenzo (ur. 5 czerwca 1938 w Neapolu) – włoski polityk, lekarz, nauczyciel akademicki i działacz społeczny, deputowany i minister.

## Życiorys
Absolwent studiów medycznych na Uniwersytecie Neapolitańskim im. Fryderyka II (1962). Do 2010 pracował jako nauczyciel akademicki na tej uczelni, od 1972 na stanowisku profesora biochemii. Na początku lat 70. był również wykładowcą Uniwersytetu w Camerino. W latach 1979–1983 kierował centrum badawczym przy resorcie zdrowia. Od 1983 do 1995 przewodniczył włoskiemu stowarzyszeniu zajmującemu się walką z AIDS.
Zaangażował się w działalność polityczną w ramach Włoskiej Partii Liberalnej. W latach 1983–1994 sprawował mandat posła do Izby Deputowanych IX, X i XI kadencji. W latach 1983–1986 był podsekretarzem stanu w resorcie zdrowia. Następnie do 1987 zajmował stanowisko ministra środowiska. Od 1989 do 1993 pełnił funkcję ministra zdrowia w trzech kolejnych gabinetach.
Jego karierę polityczną przerwały zarzuty korupcyjne w okresie ujawniania afer łapówkarskich (tzw. Tangentopoli). W 2001 został za korupcję skazany na karę ponad pięciu lat pozbawienia wolności.
Francesco De Lorenzo kontynuował później działalność naukową, a także działalność społeczną. Aktywny uczestnik różnych instytucji i organizacji zajmujących się walką z nowotworami. Został m.in. prezesem European Cancer Patient Coalition.